# COMEDS
COMEDS (англ. Committee of Chiefs of Military Medical Services in NATO) — Комітет керівників військово-медичних служб держав-членів НАТО, який було створено у 1994 році з метою ефективної координації медичного забезпечення місій з підтримки миру, а також ліквідації наслідків катастроф, пандемій, епідемій та проведення гуманітарних операцій. Підпорядкований Військовому комітету НАТО.

## Цілі комітету
1. поліпшення та розширення систем координації та стандартизації
2. взаємодія між державами-членами НАТО у галузі медицини
3. удосконалення обміну інформацією стосовно оперативних, організаційних аспектів роботи військово-медичних служб

## Діяльність та структура
До складу Комітету керівників військово-медичних служб держав-членів НАТО входять медичні радники Верховних командувачів ОЗС НАТО, а також представник управління стандартизації НАТО та Голова об'єднаного військового комітету. Всі вони збираються на засідання два рази на рік і звітують перед Військовим комітетом.

Комітет координує свою роботу з іншими органами НАТО, що задіяні в медичній галузі, включаючи Офіс стандартизації НАТО, Спільний медичний комітет, медичних радників Верховних командувачів ОЗС НАТО, Панель людських чинників і медицини (англ. Human Factors and Medicine Panel, HFM) Організації НАТО з науки і технологій, Центр передового досвіду з військової медицини (англ. Military Medical Centre of Excellence, MILMED COE).
У 2001 році COMEDS створив Постійну групу медичних експертів із країн-партнерів, яка працює над питаннями військових ресурсів і засобів, медичним забезпеченням у співпраці з Верховними головнокомандувачами.

## Робочі групи
COMEDS має у своєму складі керівну групу (COMEDS Steering Group), а також 7 робочих груп, що допомагають йому у виконанні поставлених завдань:
1. медичної стандартизації (MedStd WG)
2. з медичних питань захисту від зброї масового ураження (CBRNMed WG)
3. медичні інформаційні системи і технології (HIST WG)
4. захисту здоров'я військових сил (FHP WG)
5. військово-медичні структури, операції та процедури (MMSOP WG)
6. військова профілактична медицина (military health care, MHC WG)
7. медична підготовка (тренування) (MMT WG)

Кожна з цих груп проводить засідання щонайменше раз на рік. Зазначені робочі групи, крім MedStd WG та MMT WG, мають у своєму складі підпорядковані панелі. Серед відповідних експертних спільнот заслуговують на увагу панелі:
- матеріального забезпечення медицини та військової фармації
- швидкої медичної допомоги
- військової психіатрії
- стоматологічних послуг
- гігієни харчування, харчових технологій та ветеринарної медицини

## Керівництво
Голова комітету обирається на трирічний термін голосуванням керівників медичних сил (головних хірургів, Surgeon General) держав-членів НАТО.
| # | Голова комітету                         | Термін | Термін | Країна     | Примітка      |
| - | --------------------------------------- | ------ | ------ | ---------- | ------------- |
| 1 | Major General M.J. De Coninck           | 1994   | 1999   | Бельгія    | [ 4 ] [ 5 ]   |
| 2 | Major General Roger van Hoof            | 1999   | 2005   | Бельгія    | [ 6 ]         |
| 3 | Major General László Svéd               | 2005   | 2006   | Угорщина   | [ 7 ] [ 8 ]   |
| 4 | Lieutenant General Kurt-Bernhard Nakath | 2006   | 2009   | Німеччина  | [ 9 ] [ 10 ]  |
| 5 | Brigadier General Rob van der Meer      | 2009   | 2012   | Нідерланди | [ 11 ] [ 12 ] |
| 6 | Lieutenant General Gérard Nédellec      | 2012   | 2015   | Франція    | [ 13 ]        |
| 7 | Major General Jean-Robert Bernier       | 2015   | 2018   | Канада     | [ 14 ] [ 15 ] |
| 8 | Brigadier General Zoltán Bubeník        | 2018   | т.ч.   | Чехія      | [ 16 ]        |